# Friede von Berlin (1742)
Der Friede von Berlin war ein am 28. Juli 1742 in Berlin unterzeichneter Friedensvertrag zwischen Preußen und Österreich. Der Friedensschluss beendete den Ersten Schlesischen Krieg. Die im Vorfrieden von Breslau getroffenen Vereinbarungen wurden damit definitiv bestätigt.

Der nach dem Ersten Schlesischen Krieg bei Österreich verbliebene Teil Schlesiens

Österreich musste Nieder- und Oberschlesien bis zur Oppa und die bis dahin böhmische Grafschaft Glatz an Preußen abtreten. Das jenseits der Oppa gelegene Herzogtum Teschen und der größere Teil der Herzogtümer Troppau und Jägerndorf verblieben bei Österreich. Preußen verpflichtete sich, das gegen Österreich gerichtete Bündnis zu verlassen, und übernahm die österreichischen Schulden in Schlesien in Höhe von 1,7 Millionen Gulden gegenüber Großbritannien. Der Frieden wurde unter die Garantie von König Georg II. von Großbritannien gestellt.
Mit der Eingliederung Schlesiens vergrößerte der preußische Staat sein Gebiet um ein Drittel. Um den gleichen Anteil wuchsen die Bevölkerungszahl und die Finanzeinnahmen. Preußen rückte mit der Eroberung in die erste Reihe der europäischen Großmächte auf und wurde gleichzeitig Rivale des Habsburger Reiches in Deutschland. Dieser Dualismus sollte bis zum Deutschen Krieg im Jahre 1866 andauern.
Verbitterung herrschte in Frankreich und tiefe Enttäuschung bei dem hilf- und heimatlosen Kaiser Karl VII. über den preußischen König Friedrich II., da er zum zweiten Mal die Koalition verließ. Der Frieden hielt auch nur bis zum August 1744, als Friedrich mit dem Einmarsch in Böhmen den Zweiten Schlesischen Krieg eröffnete.